# Vera – Ein ganz spezieller Fall

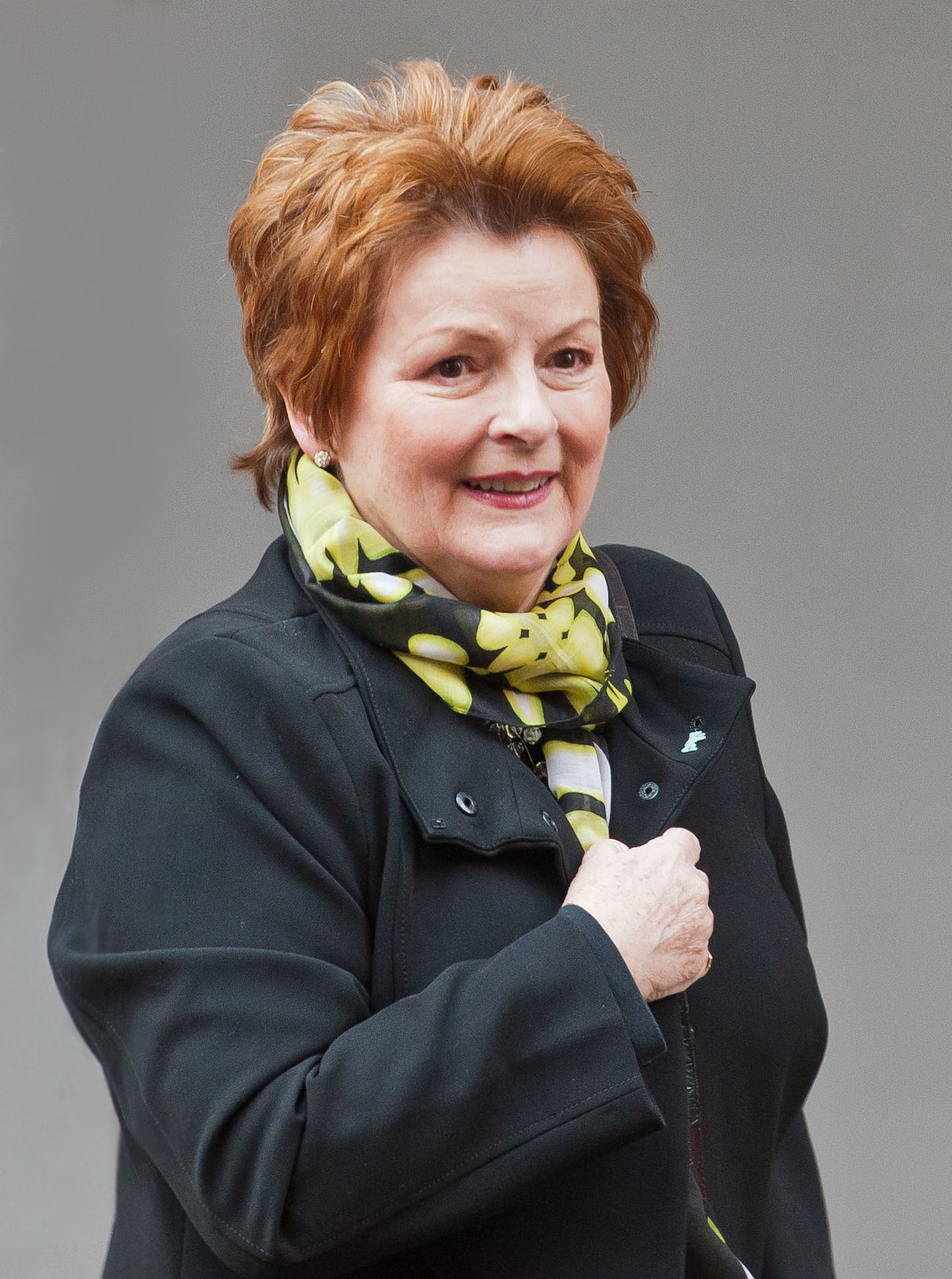
Brenda Blethyn spielt die Titelrolle (2014)

Vera – Ein ganz spezieller Fall (Originaltitel: Vera) ist eine britische Kriminalfilm-Reihe nach Romanen von Ann Cleeves. Sie wurde von 2011 bis 2025 auf dem britischen Fernsehsender ITV ausgestrahlt. In Deutschland wurde die deutschsprachige Erstausstrahlung der Reihe von 2014 bis 2018 auf ZDFneo gesendet. Im Juni 2019 übernahm Sat.1 Gold die deutschsprachige Erstausstrahlung ab der achten Staffel. Die titelgebende Hauptrolle der Vera Stanhope spielt Brenda Blethyn.

## Handlung
Die Handlung der Serie dreht sich um das Privat- und Berufsleben von Vera Stanhope, die als Detective Chief Inspector (DCI), das heißt als Hauptkommissarin, bei der fiktiven nordenglischen Northumberland & City Police Mordfälle bearbeitet. Sie ist eine impulsive, alleinstehende Frau, die auch mal Alkohol trinkt. Ihr zur Seite stehen der junge Sergeant Joe Ashworth sowie weitere Mitglieder der northumbrischen Kriminalpolizei.

## Produktion und Ausstrahlung
Vera ist eine Serie der ITV Studios. Bis zum Winter 2016 wurden im Heimatland der Serie 24 eineinhalbstündige Folgen in sechs Staffeln ausgestrahlt mit Zuschauerzahlen von teilweise über 6 Millionen. In Deutschland wurde die erste Staffel im Frühling 2014 gezeigt; die zweite und dritte liefen im Sommer 2015. Nach dem Erfolg der neunten Staffel wurde im März 2019 die Produktion einer zehnten Staffel bestätigt. Die Staffel, deren Dreharbeiten im April des Jahres begann, wurde 2020 ausgestrahlt.

## DVD-Veröffentlichung
Es sind alle 14 Staffeln im englischen Original auf DVD erhältlich. Alle neun in Deutschland ausgestrahlten Staffeln sind auf DVD erschienen.

## Synchronisation
Die Serie wird bei der TaunusFilm Synchron vertont. Harald Wolff schreibt die Dialogbücher und führt die Dialogregie.
| Rolle                  | Schauspieler          | Synchronsprecher                                                | Staffel |
| ---------------------- | --------------------- | --------------------------------------------------------------- | ------- |
| Vera Stanhope          | Brenda Blethyn        | Heide Domanowski                                                | 1–      |
| Kenny Lockhart         | Jon Morrison          | Frank-Otto Schenk (1. Stimme) Axel Lutter (2. Stimme)           | 1–      |
| Mark Edwards           | Riley Jones           | Jeremias Koschorz (Staffel 1 und 2) Max Felder (seit Staffel 3) | 1–      |
| Aiden Healy            | Kenny Doughty         | Tobias Nath                                                     | 5–      |
| George Wooten          | Steve Evets           | Dieter Memel                                                    | 7–      |
| Jacqueline Williams    | Ibinabo Jack          |                                                                 | 8–      |
| Dr. Malcolm Donahue    | Paul Kaye             |                                                                 | 9–      |
| Holly Lawson           | Wunmi Mosaku          | Maria Koschny                                                   | 1–2     |
| Dr. Billy Cartwright   | Paul Ritter           | Bernd Vollbrecht                                                | 1–3     |
| Joe Ashworth           | David Leon            | Julien Haggége                                                  | 1–4     |
| Bethany Whelan         | Cush Jumbo            | Manja Doering                                                   | 2, 5–6  |
| Celine Ashworth        | Sonya Cassidy         | Dascha Lehmann                                                  | 2–4     |
| Rebecca Shepherd       | Clare Calbraith       | Anja Stadlober                                                  | 3–4     |
| Dr. Marcus Sumner      | Kingsley Ben-Adir     | David Turba                                                     | 4–6, 8  |
| Helen Milton           | Lisa Hammond          |                                                                 | 5–7     |
| Hicham Cherradi        | Noof McEwan           | Ricardo Richter                                                 | 6–7     |
| Dr. Anthony Carmichael | Christopher Colquhoun | Johannes Berenz                                                 | 7       |